# Punctelia cedrosensis
Punctelia cedrosensis är en lavart som beskrevs av Egan & Elix. Punctelia cedrosensis ingår i släktet Punctelia och familjen Parmeliaceae.   Inga underarter finns listade i Catalogue of Life.